# Kanton Chalonnes-sur-Loire
Chalonnes-sur-Loire is een kanton van het Franse departement Maine-et-Loire. Het kanton maakt deel uit van de arrondissementen Angers  (13) en Segré (deel van 1).

## Gemeenten
Het kanton Chalonnes-sur-Loire omvatte tot 2014 de volgende gemeenten:
- Chalonnes-sur-Loire (hoofdplaats)
- Chaudefonds-sur-Layon
- Denée
- Rochefort-sur-Loire
- Saint-Aubin-de-Luigné

Na de herindeling van de kantons door het decreet van 26 februari 2014, met uitwerking op 22 maart 2015, telde het kanton 17 gemeenten.
Op 16 november 2015 werden de gemeenten Saint-Aubin-de-Luigné en Saint-Lambert-du-Lattay samengevoegd tot de fusiegemeente (commune nouvelle) Val-du-Layon. Deze gemeente werd bij decreet van 5 maart 2020 geheel toegewezen aan het kanton Chemillé-en-Anjou.
Het decreet van 23 december 2015 hevelde de gemeente Le Fresne-sur-Loire over uit het departement Loire-Atlantique naar het departement Maine-et-Loire en dit kanton. Dit maakte de samenvoeging mogelijk op 31 december 2015 van de gemeenten Le Fresne-sur-Loire en Ingrandes (Maine-et-Loire) tot de fusiegemeente (commune nouvelle) Ingrandes-le-Fresne-sur-Loire.
Op 1 januari 2016 werd de gemeente La Pouëze samengevoegd met de gemeenten Brain-sur-Longuenée, Gené en Vern-d'Anjou uit het kanton Tiercé tot de fusiegemeente (commune nouvelle) Erdre-en-Anjou. De verdeling over de twee kantons bleef behouden. 
Op 15 december 2016 werden de gemeenten La Cornuaille, Le Louroux-Béconnais en Villemoisan samengevoegd tot de fusiegemeente (commune nouvelle) Val d'Erdre-Auxence.
Sindsdien omvat het kanton volgende gemeenten :
- Bécon-les-Granits
- Chalonnes-sur-Loire
- Champtocé-sur-Loire
- Chaudefonds-sur-Layon
- Denée
- Erdre-en-Anjou (deel = La Pouëze )
- Ingrandes-Le Fresne sur Loire
- Le Louroux-Béconnais
- La Possonnière
- Rochefort-sur-Loire
- Saint-Augustin-des-Bois
- Saint-Georges-sur-Loire
- Saint-Germain-des-Prés
- Saint-Sigismond
- Val d'Erdre-Auxence